# Mýa
Mýa Marie Harrison (sinh ngày 10 tháng 10 năm 1979), được biết đến nhiều hơn với nghệ danh Mýa, là một ca sĩ-nhạc sĩ, nhà sản xuất thu âm, vũ công, diễn viên và người mẫu người Mỹ.
(Vào tuổi 16, Mýa ký kết hợp đồng với hãng thu âm Interscope và phát hành album phòng thu đầu tiên mang chính tên mình, Mýa vào năm 1998. Album đã tiêu thụ được 1,4 triệu bản tại Mỹ. Album tiếp theo, Fear of Flying lọt vào tốp 20 của bảng xếp hạng Billboard 200 và đạt chứng nhận đĩa bạch kim bởi Hiệp hội Công nghiệp ghi âm Hoa Kỳ (RIAA) với doanh số 1,2 triệu bản tại Mỹ. Ngoài ra, album cũng lọt vào bảng xếp hạng của Úc, Canada, Anh...
Năm 2001, danh tiếng của Mýa bỗng vụt sáng lên khi cô cùng với ba ca sĩ khác, Christina Aguilera, Pink và Lil' Kim cùng thu âm ca khúc hit "Lady Marmalade" làm nhạc phim cho bộ phim Moulin Rouge!. "Lady Marmalade" đã trở nên đình đám thế giới khi đạt vị trí quán quân trên bảng xếp hạng của các quốc gia Mỹ, Úc, Anh, Thụy Sĩ, Đức... và trở thành đĩa đơn duy nhất giành được ngôi vị quán quân Billboard Hot 100 của Mýa. Cũng nhờ "Lady Marmalade", Mýa có được giải Grammy đầu tiên và cũng là duy nhất ở hạng mục Hợp tác hát pop hay nhất tại Giải Grammy năm 2002. Nhờ đó mà album tiếp theo của Mýa là Moording đã trở thành một thành công thương mại và là album duy nhất của Mýa lọt vào tốp ba của Billboard 200.
Tuy vậy dần về sau, Mýa càng ngày càng xuống dốc khi các album Liberation, Sugar & Spice và K.I.S.S đều thất bại về mặt thương mại.)